# Ukrainas herrlandslag i volleyboll
Ukrainas herrlandslag i volleyboll representerar Ukraina i volleyboll på herrsidan. Laget slutade på sjätte plats i Europamästerskapet 1993.

### Fotnoter
1. ↑  Todor Krastev (12 mars 1993). ”Men Volleyball XVIII European Championship 1993 Turku (FIN) - 04-12.09 Winner Italy” (på engelska). Sport Statistics. Arkiverad från originalet den 26 juni 2015. https://web.archive.org/web/20150626103149/http://todor66.com/volleyball/Europe/Men_1993.html. Läst 29 juni 2015.